# Ruy Braga
Ruy Gomes Braga Neto (Lambari, 16 de julho de 1972) é um sociólogo brasileiro especialista em sociologia do trabalho. Foi dirigente estudantil do Diretório Central de Estudantes da Universidade Estadual de Campinas (Unicamp) e militou na União Nacional de Estudantes em 1992, durante o Fora Collor.
É  graduado em Ciências Sociais (1993), mestre em Sociologia (1996), doutor em Ciências Sociais pela Universidade Estadual de Campinas (2002), livre-docente da Universidade de São Paulo (2012) e professor titular (2019) da  Universidade de São Paulo. Também realizou pesquisas de pós-doutorado na Universidade da Califórnia em Berkeley (2010-2011 e 2015-2016). Seu livro A política do precariado: do populismo à hegemonia lulista foi finalista do Prêmio Jabuti em 2013.
Ruy Braga atuou como professor visitante nas seguintes universidades: École des Hautes Études en Sciences Sociales (EHESS), Universidade Nacional de Cuyo (Mendoza – Argentina), Universidade de Coimbra e Universidade da Califórnia em Berkeley. Além disso, proferiu palestras e mini-cursos na Universidade da Califórnia em Los Angeles, Universidade Estadual da Pensilvânia, Universidade Friedrich Schiller de Jena, Universidade de Roma 1 "La Sapienza", na Universidade Nova de Lisboa, no ISCTE (Instituto Universitário de Lisboa), na Universidade Católica de Louvain (UCL), Universidade Nacional de General Sarmiento (UNGS) e na Universidade de Witwatersrand.
Foi chefe do Departamento de Sociologia da Faculdade de Filosofia, Letras e Ciências Humanas da USP (2016-2020) e coordena o  Centro de Estudos dos Direitos da Cidadania (Cenedic).
Filiado ao Partido Socialismo e Liberdade (PSOL), fundou e é membro do conselho editorial da revista Outubro, do Instituto de Estudos Socialistas. Foi editor do do Blog JUNHO.

## Obras
- Para além do pós(-)colonial (co-organizado com Michel Cahen). São Paulo: Alameda, 2018;
- A rebeldia do precariado: trabalho e neoliberalismo no Sul global. São Paulo: Boitempo, 2017;
- Desigual e combinado: precariedade e lutas sociais no Brasil e em Portugal (co-organizado com Elísio Estanque e Hermes Costa). São Paulo: Alameda, 2016;
- A pulsão plebeia: trabalho, precariedade e rebeliões sociais. São Paulo: Alameda, 2015;
- A política do precariado: do populismo à hegemonia lulista. São Paulo: Boitempo, 2012;[8]
- Hegemonia às avessas (co-organizado com Chico de Oliveira). São Paulo: Boitempo, 2010;
- Infoproletários: degradação real do trabalho virtual (co-organizado com Ricardo Antunes). São Paulo: Boitempo, 2009;
- Por uma sociologia pública (com Michael Burawoy). São Paulo: Alameda, 2009;
- Revolução invisível: desenvolvimento recente da nanotecnologia no Brasil (com Paulo Roberto Martins). São Paulo: Xamã, 2007;
- A nostalgia do fordismo: modernização e crise na teoria da sociedade salarial. São Paulo: Xamã, 2003;
- A restauração do capital: um estudo sobre a crise contemporânea. São Paulo: Xamã, 1997;
- Novas tecnologias: crítica da atual reestruturação produtiva (com Osvaldo Coggiola e Claudio Katz). São Paulo: Xamã, 1994.